# Papayal (distrito)
Papayal é um distrito peruano localizado na Província de Zarumilla, região de Tumbes. Sua capital é a cidade de Papayal.

## Transporte
O distrito de Papayal é servido pela seguinte rodovia:
- PE-1N, que liga o distrito de Aguas Verdes (Região de Tumbes - Ponte Huaquillas/Aguas Verdes (Fronteira Equador-Peru) - e a rodovia equatoriana E50 - à cidade de Lima (Província de Lima)
- TU-102, que liga a cidade ao distrito de Zarumilla
- TU-101, que liga a cidade ao distrito de Zarumilla[2][3][4]